# Fontaine-Lavaganne
 Fontaine-Lavaganne  es una comuna y población de Francia, en la región de Picardía, departamento de Oise, en el distrito de Beauvais y cantón de Marseille-en-Beauvaisis.
Su población en el censo de 1999 era de 299 habitantes.
Está integrada en la Communauté de communes de la Picardie Verte .

## Demografía
| 297 | 311 | 307 | 287 | 316 | 299 |
| Para los censos de 1962 a 1999 la población legal corresponde a la población sin duplicidades (Fuente: INSEE [Consultar]) |     |     |     |     |     |

- Datos: Q1337243
- Multimedia: Fontaine-Lavaganne / Q1337243

1. ↑  Worldpostalcodes.org, código postal n.º 60690.
2. ↑  INSEE, Datos de población para el año 2012 de Fontaine-Lavaganne (en francés).